# Ayeyarwady
Ayeyarwady is een regio van Myanmar. De hoofdstad is Pathein. Ayeyarwady telt naar schatting 8.180.000 inwoners op een oppervlakte van 35.138 km². De hoofdstad van de regio is Pathein.

## Religie
De grootste religie in Ayeyarwady is het boeddhisme.
| Religieuze samenstelling (2014) | Religieuze samenstelling (2014) | Religieuze samenstelling (2014) | Religieuze samenstelling (2014) | Religieuze samenstelling (2014) |
| ------------------------------- | ------------------------------- | ------------------------------- | ------------------------------- | ------------------------------- |
|                                 |                                 |                                 |                                 |                                 |
| Boeddhisme                      | Boeddhisme                      |                                 | 92,2%                           | 92,2%                           |
| Christendom                     | Christendom                     |                                 | 6,3%                            | 6,3%                            |
| Islam                           | Islam                           |                                 | 1,4%                            | 1,4%                            |
| Animisme                        | Animisme                        |                                 | 0,0%                            | 0,0%                            |
| Hindoeïsme                      | Hindoeïsme                      |                                 | 0,1%                            | 0,1%                            |
| Geen/Overig                     | Geen/Overig                     |                                 | 0,1%                            | 0,1%                            |